# Mamadou N'Diaye (football, 1945)
Pour les articles homonymes, voir Mamadou N'Diaye (homonymie) et N'Diaye.
Mamadou N'Diaye est un footballeur professionnel guinéen né le 26 février 1945 à Conakry. Il évoluait au poste de défenseur central.
Mamadou N'Diaye a disputé 16 matchs en Division 1 avec le Lille OSC.

## Clubs
- 1968-1969 :  Chaumont (D2)  : 10 matchs[1]
- 1969-1970 :  Chaumont : le club ne participe pas aux championnats professionnels
- 1970-1971 :  Chaumont (D2) : 30 matchs, 1 but
- 1971-1972 :  Lille OSC (D1) : 16 matchs, 0 but
- 1972-1973 :  Lille OSC (D2) : 5 matchs, 0 but
- 1973-1974 :  Lille OSC (D2) : 21 matchs, 1 but

## Palmarès
- Champion de D2 avec le Lille OSC en 1974